# 前537年
| 千纪： | 前1千纪 |
| 世纪： | 前7世纪 \| 前6世纪 \| 前5世纪 |
| 年代： | 前560年代 \| 前550年代 \| 前540年代 \| 前530年代 \| 前520年代 \| 前510年代 \| 前500年代 |
| 年份： | 前542年 \| 前541年 \| 前540年 \| 前539年 \| 前538年 \| 前537年 \| 前536年 \| 前535年 \| 前534年 \| 前533年 \| 前532年                                                                           |
| 纪年： | 周景王八年；魯昭公五年 齐景公十一年 晋平公二十一年 秦景公四十年 宋平公三十九年 楚灵王四年 卫襄公七年 陈哀公三十二年 蔡灵侯六年 曹武公十八年 郑简公二十九年 燕惠公八年 吴王馀眛七年 杞文公十三年 |

## 大事記
- 秦景公之子秦哀公繼位。
- 鲁国內亂，叔孫氏殺其家臣豎牛。
- 楚靈王會蔡国、陳国、許国、頓国、沈国、徐国、越国，聯軍攻吳国，敗於鵲岸（安徽銅陵）。進至坁箕山，不戰而還。
- 莒国大夫牟夷，據牟婁、防邑、茲邑，降魯。莒攻魯在蚡泉战败。

## 逝世
- 屈申，楚国人
- 仲壬，鲁国人
- 竖牛，鲁国人
- 秦景公，秦國君主（生年不詳）。